# Maximiliano Correa
Maximiliano Correa (Córdoba Capital, Provincia de Córdoba, Argentina, 22 de noviembre de 1990) es un futbolista argentino. Juega como volante central y su primer equipo fue Instituto de Córdoba. Actualmente milita en Argentino (MM) del Federal A.

## Clubes
| Club                    | País      | Año             |
| ----------------------- | --------- | --------------- |
| Instituto de Córdoba    | Argentina | 2010 - 2016     |
| Godoy Cruz de Mendoza   | Argentina | 2016 - 2017     |
| Instituto de Córdoba    | Argentina | 2017 - 2018     |
| Racing de Córdoba       | Argentina | 2018 - 2019     |
| Estudiantes de San Luis | Argentina | 2019 - 2021     |
| Nueva Chicago           | Argentina | 2021 - 2022     |
| Argentino (MM)          | Argentina | 2023 - presente |